# IC 1145
IC 1145 је спирална галаксија у сазвјежђу Мали медвјед која се налази на листи објеката дубоког неба у Индекс каталогу.
Деклинација објекта је + 72° 25' 51" а ректасцензија 15h 44m 8,3s. Привидна величина (магнитуда) објекта IC 1145 износи 14,2 а фотографска магнитуда 15,0. IC 1145 је још познат и под ознакама UGC 10032, MCG 12-15-15, CGCG 338-15, IRAS 15445+7235, PGC 55904.